# Jenő Kamuti
Jenő Kamuti   () és un tirador d'esgrima hongarès, ja retirat, especialista en floret, que va disputar cinc Jocs Olímpics d'Estiu.
Kamuti va ser membre de l'equip hongarès de floret del 1956 al 1976. Durant la seva carrera esportiva va prendre part en cinc edicions dels Jocs Olímpics d'Estiu, el 1960, 1964, 1968, 1972 i 1976. En aquestes participacions guanyà dues medalles de plata en la competició de floret per equips, el 1968 i 1972.
En el seu palmarès també destaquen nou medalles en el Campionat del Món d'esgrima, una d'or, sis de plata i dues de bronze, entre les edicions del 1957 i 1973. A les Universíades guanyà set medalles, quatre d'or i tres de plata entre el 1961 i el 1965. El 1976 va ser guardonat amb el Trofeu Pierre de Coubertin.
Una vegada retirat ocupà nombrosos càrrecs dirigents. Entre el 1986 i el 2004 va ser membre del Comitè Executiu de la Federació Internacional d'Esgrima i secretari general del 1992 al 1996. Del 1996 al 2005 fou president de la Confederació Europea d'Esgrima. També ha estat membre del Consell d'Administració del Comitè Internacional per al Joc Net des del 1978 i president de l'International Fair Play Committee des del 2000. Va ser membre de la Comissió Mèdica del Comitè Olímpic Internacional del 1992 al 2005 i secretari general del Comitè Olímpic Hongarès des del 2005.